# White Man
«White Man»  es una canción escrita por Brian May, guitarrista de la banda de Rock inglesa Queen, que realizó en 1976 como parte de su álbum A Day at the Races. La canción habla de los abusos que cometían los inmigrantes europeos contra los aborígenes americanos. El riff de la canción es muy parecido al de "Father to Son" y "Procession", ambas canciones del álbum Queen II. Esta canción fue la que dio inicio al solo de voz hecho por Freddie Mercury durante el A Day at the Races Tour (1976) lo que dio paso a que Brian May diera un solo de guitarra News of the World Tour (1977-78). Solo de guitarra incluido en la gira "Queen + Adam Lambert " en 2018.